# Clematis williamsii
Clematis williamsii är en ranunkelväxtart som beskrevs av Asa Gray och Perry. Clematis williamsii ingår i släktet klematisar, och familjen ranunkelväxter. Inga underarter finns listade i Catalogue of Life.